# Valter Tillæus
Axel Valter Tillæus, född 11 september 1902 i Fagersta, död 25 december 1976 i Uppsala, var en svensk militär och riksdagsman .
Tillæus föddes som son till bruksförvaltaren Fredrik Axel Tillæus och Augusta Elisabet Rosén. Han var gift med Astrid Mörner af Morlanda, dotter till greve Carl Thore Mörner af Morlanda och Linnea Margareta Fries.
Tillæus avlade studentexamen 1921, officersexamen 1923 och examen från Gymnastiska centralinstitutet (GCI) 1929. Han blev fänrik vid Upplands regemente (I 8) 1923, major vid Kronobergs regemente (I 11) 1943, vid arméstaben 1946 och överstelöjtnant vid Västernorrlands regemente (I 21) 1949.
Tillæus var expert i utredningen om de frivilliga försvarsorganisationerna 1948–51, ledamot av överstyrelsen för Centralförbundet för befälsutbildning 1946–49 samt sekreterare och styrelseledamot i uppsaladistriktet av Svenska Röda Korset från 1960.